# The Legend of Heroes: Trails from Zero
The Legend of Heroes: Trails from Zero (英雄伝説零の軌跡, Eiyuu Densetsu Zero no Kiseki, lit: 'La llegenda dels herois: Traces de zero') és un videojoc de rol de 2010 desenvolupat per Nihon Falcom. Trails from Zero forma part de la sèrie Trails, que alhora forma part de la sèrie més gran The Legend of Heroes.
El joc té lloc a Crossbell, una ciutat-estat situada entre dues grans potències que lluiten per atribuir-se la seva sobirania. El jugador segueix les aventures d'en Lloyd Bannings, un investigador novell de la policia de Crossbell, i els seus col·legues: l'Elie McDowell, en Randy Orlando i la Tio Plato, que formen part de la Secció de Suport Especial, un nou departament de la policia de Crossbell.
El joc i la seva seqüela directa, The Legend of Heroes: Trails to Azure (2011), formen l'"arc de Crossbell".

## Trama
Trails from Zero passa tres mesos després del final de The Legend of Heroes: Trails in the Sky the 3rd, a la ciutat-estat de Crossbell, que està situada inoportunament entre dues grans potències, l'Imperi d'Erebònia i la República de Calvard. Aquestes dues nacions reclamen la sobirania sobre Crossbell, ciutat dividida per les tensions polítiques, la corrupció i el crim organitzat.
El protagonista, en Lloyd Bannings, és un detectiu de policia novell. Al començament de Zero, és assignat a la Secció de Suport Especial (SSS), una branca d'encàrrecs menors del departament de policia de la ciutat, amb l'Elie McDowell, néta d'un polític famós; en Randolph "Randy" Orlando, un exsoldat mandrós i la Tio Plato, una noia que és un geni de l'electrònica. Durant Zero, la SSS investiga els plans de les organitzacions mafioses que competeixen a la ciutat i acaba descobrint un complot del culte centenari D∴G que vol elevar una nena, coneguda com a KeA a la divinitat, convertint-la en el Sept-Terrion del miratge conegut com a Demiürg i, mitjançant ella, enderrocar l'església i la fe del continent. Al final la SSS derrota i arresta els líders del culte i assumeixen la tutela de la KeA.

## Publicació
Va sortir a la venda per primera vegada al Japó per a PlayStation Portable el setembre de 2010, i un any més tard se'n va fer un port per a Microsoft Windows només per a la Xina. L'octubre de 2012 va sortir-ne al Japó una nova versió per a PlayStation Vita amb el nom de Zero no Kiseki: Evolution. Aquesta versió conté gràfics millorats i més línies de doblatge. La versió Evolution va rebre una remasterització per a PlayStation 4, publicada al Japó amb el nom de Zero no Kiseki Kai l'abril de 2020. També va sortir per a Nintendo Switch a Àsia per Clouded Leopard Entertainment el febrer de 2021.
A causa de diversos motius, Trails from Zero i la seva seqüela, Trails to Azure, encara no s'havien localitzat quan va sortir Trails of Cold Steel al Japó. Posteriorment, Falcom es va adreçar a Xseed Games, que prèviament havia localitzat Trails in the Sky, i va demanar que es prioritzés la localització de Trails of Cold Steel, la qual cosa va provocar que Trails from Zero i Trails to Azure s'ometessin. Per aquesta raó, un equip de fans conegut com a "Geofront" va publicar una traducció no oficial a l'anglès el 14 de març de 2020, deu anys després que sortís en japonès. Al cap d'un any, el juny de 2021, es va anunciar una versió oficial en anglès basada en la seva traducció, portada per NIS America.
El joc va sortir per a Microsoft Windows, PlayStation 4 i Nintendo Switch el 27 setembre de 2022 a Amèrica del Nord, el 30 de setembre a Europa i el 10 d'octubre a Australàsia.

## Recepció
Trails from Zero va rebre crítiques "generalment favorables", segons l'agregador de ressenyes Metacritic, amb elogis a la seva història, el repartiment de personatges, la mecànica de combat i la música.
Juntament amb Trails to Azure, Comic Book Resources va destacar-ne "la història que abasta diferents arcs durant diversos jocs, l'ambientació immersiva i detallada, el desenvolupament de personatges magistral i el sistema de batalla únic". També va assenyalar que, malgrat la manca d'una localització oficial en aquell moment, la trama i els personatges eren fonamentals per entendre els jocs posteriors de la sèrie.
Trails from Zero va guanyar el User Choice Award als PlayStation Awards 2010.